# Hyles rubescensmediofasciataolivacea
Hyles rubescensmediofasciataolivacea är en fjärilsart som beskrevs av Wladasch. 1933. Hyles rubescensmediofasciataolivacea ingår i släktet Hyles och familjen svärmare. Inga underarter finns listade i Catalogue of Life.